# ザ・ベスト・オブ・ブライアン・フェリー・アンド・ロキシー・ミュージック
『ザ・ベスト・オブ・ブライアン・フェリー・アンド・ロキシー・ミュージック』（More Than This: The Best Of Bryan Ferry + Roxy Music）は、ブライアン・フェリーと彼が在籍したロキシー・ミュージックの編集アルバムである。1995年に発表された。

## 解説
フェリー名義の10曲の内訳を以下に示す。
- 『愚かなり、わが恋』（1973年）より2曲
- 『アナザー・タイム、アナザー・プレイス (いつかどこかで)』（1974年）より1曲
- 『レッツ・スティック・トゥゲザー』（1976年）より1曲
- 『ボーイズ・アンド・ガールズ』（1985年）より2曲
- 『ベイト・ノワール』（1987年）より1曲
- 『タクシー』（1993年）より1曲
- 『マムーナ』（1994年）より1曲
- シングル発表曲1曲

ロキシー・ミュージック名義の10曲の内訳を以下に示す。
- 『ストランデッド』（1973年）より1曲
- 『サイレン』（1975年）より1曲
- 『マニフェスト』（1979年）より2曲
- 『フレッシュ・アンド・ブラッド』（1980年）より2曲
- 『アヴァロン』（1982年）より2曲
- シングル発表曲2曲

## 収録曲
- ブライアン・フェリー名義 – 2，4、6、8、10、12、14、16、18、20
- ロキシー・ミュージック名義 – １，3、5、7、9、11、13、15、17、19
- 作詞・作曲の記載がない曲はBryan Ferry作
- 邦題は日本盤の記載に準拠[2]。
- | #         | タイトル                                                              | 作詞・作曲                                | 出典                                                                        | 時間  |
| --------- | --------------------------------------------------------------------- | ----------------------------------------- | --------------------------------------------------------------------------- | ----- |
| 1.        | 「ヴァージニア・プレイン Virginia Plain」                             |                                           | シングル『ヴァージニア・プレイン』（1972年）                                | 2:57  |
| 2.        | 「はげしい雨が降る A Hard Rain's a-Gonna Fall」                       | Bob Dylan                                 | アルバム『愚かなり、わが恋』（1973年）                                      | 4:13  |
| 3.        | 「ストリート・ライフ Street Life」                                    |                                           | アルバム『ストランデッド』（1973年）                                        | 3:23  |
| 4.        | 「愚かなり、わが恋 These Foolish Things」                             | Jack Strachey, Eric Maschwitz, Harry Link | 『愚かなり、わが恋』                                                        | 4:48  |
| 5.        | 「恋はドラッグ Love Is the Drug」                                     | Ferry, Andy MacKay                        | アルバム『サイレン』（1975年）                                              | 3:59  |
| 6.        | 「煙が目にしみる Smoke Gets in Your Eyes」                            | Jerome Kern, Otto Harbach                 | アルバム『アナザー・タイム、アナザー・プレイス (いつかどこかで)』（1974年） | 2:57  |
| 7.        | 「ダンス・アウェイ Dance Away」                                       |                                           | アルバム『マニフェスト』（1979年）                                          | 2:59  |
| 8.        | 「レッツ・スティック・トゥゲザー Let's Stick Together」               | Wilbert Harrison                          | アルバム『レッツ・スティック・トゥゲザー』（1976年）                        | 3:44  |
| 9.        | 「エンジェル・アイズ Angel Eyes」                                     | Ferry, MacKay                             | 『マニフェスト』                                                            | 2:59  |
| 10.       | 「スレイヴ・トゥ・ラブ Slave to Love」                                |                                           | アルバム『ボーイズ・アンド・ガールズ』（1985年）                            | 4:17  |
| 11.       | 「オー・イェ Oh Yeah」                                                |                                           | アルバム『フレッシュ・アンド・ブラッド』（1980年）                          | 4:50  |
| 12.       | 「ドント・ストップ・ザ・ダンス Don't Stop The Dance」                 | Ferry, Rhett Davies                       | 『ボーイズ・アンド・ガールズ』                                              | 4:19  |
| 13.       | 「セイム・オールド・シーン Same Old Scene」                           |                                           | 『フレッシュ・アンド・ブラッド』                                            | 3:57  |
| 14.       | 「イズ・ユア・ラヴ・ストロング・イナフ? Is Your Love Strong Enough?」 |                                           | 映画『レジェンド/光と闇の伝説』サウンドトラック・アルバム（1986年）         | 4:53  |
| 15.       | 「ジェラス・ガイ Jealous Guy」                                        | John Lennon                               | シングル『ジェラス・ガイ』（1981年）                                        | 4:53  |
| 16.       | 「キッス・アンド・テル Kiss and Tell」                                |                                           | アルバム『ベイト・ノワール』（1987年）                                      | 4:19  |
| 17.       | 「モア・ザン・ディス More than This」                                 |                                           | アルバム『アヴァロン』（1982年）                                            | 4:09  |
| 18.       | 「アイ・プット・ア・スペル・オン・ユー I Put a Spell on You」         | Screamin' Jay Hawkins                     | アルバム『タクシー』（1993年）                                              | 3:54  |
| 19.       | 「アヴァロン Avalon」                                                 |                                           | 『アヴァロン』                                                              | 4:16  |
| 20.       | 「偽りの微笑み Your Painted Smile」                                   |                                           | アルバム『マムーナ』（1994年）                                              | 3:19  |
| 合計時間: | 合計時間:                                                             | 合計時間:                                 | 合計時間:                                                                   | 79:05 |

## 『Tokyo Joe - ザ・ベスト・オブ・ブライアン・フェリー&ロキシー・ミュージック』
1997年、本作とほぼ同じ内容の『Tokyo Joe - ザ・ベスト・オブ・ブライアン・フェリー&ロキシー・ミュージック』（Tokyo Joe: The Best Of Bryan Ferry + Roxy Music）が日本で発売された。フェリー名義の「TOKYO JOE」が前項の収録曲リストの#18「アイ・プット・ア・スペル・オン・ユー」に代わって冒頭に収録され、＃1から＃17までの17曲の番号が＃2から＃18となった。